# Jo In-sung
Jo In-seong (hay còn được viết là Zo In-sung hay Cho In-song, Hàn văn: 조인성, Hán-Việt: Triệu Dần Thành, sinh ngày 28 tháng 7 năm 1981 tại Seoul, Hàn Quốc) là một người mẫu kiêm diễn viên điện ảnh nổi tiếng, được biết đến nhiều nhất qua các vai chính trong các bộ phim truyền hình "Something Happened in Bali" (2004), "That winter, the wind blows" (2013) , It's okay that's love (2014), phim điện ảnh "The Classic (2002), "A Dirty Carnival" (2006), "A Frozen Flower" (2008), "The King" (2017), "Ansi Fortress" (2018)  

## Tiểu sử
Jo In-seong sinh ra và lớn lên tại Cheonho-dong, Gangdong-gu, Seoul, Hàn Quốc. Anh khởi nghiệp vào năm 1998 với tư cách người mẫu cho Ziozia, sau đó anh bước vào nghiệp diễn qua một vai trong bộ phim truyền hình tình huống Nonstop 2 của đài MBC. Anh tốt nghiệp trường Cao đẳng Cheon-nam, chuyên ngành Biểu diễn Nghệ thuật, sau đó anh tham gia một lớp học cùng chuyên ngành này tại trường Đại học Dong-gook nhưng phải bỏ dở giữa chừng vì lịch làm việc dày đặc.
Vai diễn chính trên phim truyền hình đầu tiên của anh là anh kế của Go Soo trong phim Piano của đài SBS năm 2002. Sau đó anh ngày càng được chú ý nhiều hơn qua các vai diễn trong phim truyền hình Shoot for the Stars của đài SBS năm 2002 và phim điện ảnh The Classic cùng với Son Ye-jin.
Năm 2004, anh tham gia Something Happened in Bali của đài SBS cùng Ha Ji-won và So Ji-sub. Vai diễn này mang lại cho anh giải Nam diễn viên xuất sắc nhất tại Baeksang Arts Awards, và nhiều giải khác nhau tại SBS Drama Awards. Năm 2005, anh cộng tác cùng Go Hyun-jung trong bộ phim Spring Days cũng của đài SBS.
Sau đó, anh vinh dự được cộng tác với đạo diễn thành công Yoo Ha trong hai bộ phim của ông: A Dirty Carnival năm 2006 và A Frozen Flower năm 2008.
Ngày 7/4/2009, Jo In-seong nhập ngũ. Anh có nguyện vọng gia nhập Không quân để được giống như cha của mình. Anh thực hiện nghĩa vụ quân sự 25 tháng ròng tại Trụ sở Không quân Osan, Pyeongtaek, Gyeonggi, sau đó giải ngũ vào 4/5/2011.
Tháng 2/2012, sau khi kết thúc hợp đồng với SidusHQ, anh gia nhập IOK Company vào tháng Ba, nơi có bạn diễn cũng là bạn thân của anh - Go Hyun-jung. Tháng 10/2012, anh cùng Song Hye-kyo bắt tay vào thực hiện dự án phim truyền hình mới đánh dấu sự trở lại mang tên That Winter, the Wind Blows.
Năm 2014, anh tiếp tục tham gia vai chính trong bộ phim ''It's okay, that's love" - một tác phẩm của biên kịch Noh Hee Kyung - người đã viết kịch bản phim 'That winter, the wind blows'. Đến năm 2016, anh lại tiếp tục góp mặt trong vai trò khách mời đặc biệt trong tác phẩm 'Dear my friends' - của biên kịch Noh Hee Kyung.

## Danh sách tác phẩm

### Điện ảnh
| Năm  | Tựa đề                                      | Vai           | Bạn diễn |
| ---- | ------------------------------------------- | ------------- | -------- |
| 2002 | Public Toilet                               | Cho           |          |
| 2003 | Madeleine                                   | Ji-Seok       |          |
| 2003 | The Classic                                 | Sang-Min      |          |
| 2003 | Love of the South and North/Love Impossible | Kim Cheol-Su  |          |
| 2006 | A Dirty Carnival                            | Byung-Doo     |          |
| 2008 | A Frozen Flower                             | Hong-Lim      |          |
| 2017 | The King                                    | Park Tae-Soo  |          |
| 2018 | Ansi Fortress                               | Yang Man-Chun |          |
| 2021 | Escape from Mogadishu                       | Kang Dae Jin  |          |
| 2023 | Smugglers                                   |               |          |

### Truyền hình
| Năm  | Tựa đề                                  | Vai                         | Bạn diễn     | Số tập | Kênh    |
| ---- | --------------------------------------- | --------------------------- | ------------ | ------ | ------- |
| 2000 | School 3                                |                             |              | 49     | KBS1    |
| 2001 | Drama City: "Like An Innocent Comic"    |                             |              |        | KBS2    |
| 2001 | Nonstop 2                               |                             |              |        | MBC     |
| 2001 | Piano                                   | Lee Kyeong-Ho               |              | 16     | SBS     |
| 2002 | Daemang                                 |                             |              |        | SBS     |
| 2002 | Shoot for the Stars                     | Sung-Tae                    |              | 16     | SBS     |
| 2002 | Great Ambition                          | Lee Soo (young)             |              | 26     | SBS     |
| 2004 | Something Happened in Bali              | Jung Jae-Min                |              | 20     | SBS     |
| 2005 | Spring Days                             | Ko Eun-Seop                 |              | 20     | SBS     |
| 2013 | That Winter, The Wind Blows             | Oh Soo                      | Song Hye-kyo | 16     | SBS     |
| 2014 | It's Ok, That's Love                    | Jang Jae-Yeol               | Gong Hyo-jin | 16     | SBS     |
| 2016 | Dear My Friends/ Tình Bạn Tuổi Xế Chiều | Seo Yeon-Ha (special cameo) |              | 16     | tvN     |
| 2023 | Moving                                  | Kim Do-Shik                 | Han Hyo Joo  | 20     | Disney+ |

### Video âm nhạc
| Năm  | Tựa đề           | Biểu diễn      |
| ---- | ---------------- | -------------- |
| 2000 | She's Leaving Me | Shin Seung Hun |
| 2000 | Now              | Fin.K.L        |
| 2002 | Sad Love         | g.o.d          |
| 2002 | You Don't Know   | g.o.d          |
| 2002 | Fool             | g.o.d          |

## Giải thưởng
| Năm  | Giải thưởng                    | Thể loại                              | Đề cử                       |
| ---- | ------------------------------ | ------------------------------------- | --------------------------- |
| 2000 | KBS Drama Awards               | Diễn viên triển vọng                  | School 3                    |
| 2001 | MBC Drama Awards               | Diễn viên phim hàng ngày xuất sắc     | Nonstop 2                   |
| 2001 | SBS Drama Awards               | Ngôi sao mới                          |                             |
| 2002 | SBS Drama Awards               | Giải Yêu thích                        |                             |
| 2002 | SBS Drama Awards               | Giải Top 10                           |                             |
| 2002 | SBS Drama Awards               | Nam diễn viên mới xuất sắc nhất       |                             |
| 2004 | Baeksang Arts Awards           | Nam diễn viên xuất sắc nhất           | Something Happened in Bali  |
| 2004 | SBS Drama Awards               | Giải Top 10                           | Something Happened in Bali  |
| 2004 | SBS Drama Awards               | Nam diễn viên xuất sắc nhất           | Something Happened in Bali  |
| 2005 | Baeksang Arts Awards           | Giải Yêu thích                        | Spring Days                 |
| 2005 | SBS Drama Awards               | Giải Top 10                           |                             |
| 2005 | SBS Drama Awards               | Giải Yêu thích                        |                             |
| 2006 | Korean Film Awards             | Nam diễn viên xuất sắc nhất           | A Dirty Carnival            |
| 2007 | Max Movie Awards               | Nam diễn viên xuất sắc nhất           | A Dirty Carnival            |
| 2007 | Pyeongtaek Film Festival       | Nam diễn viên đương đại xuất sắc nhất | A Dirty Carnival            |
| 2008 | Korea Advertisers' Festival    | Người mẫu xuất sắc nhất               |                             |
| 2011 | Lực lượng Không quân Hàn Quốc  | Khen thưởng Cống hiến                 |                             |
| 2011 | Good Model Prize               |                                       |                             |
| 2013 | SBS Drama Awards               | Ten Star Award                        | That Winter, the Wind Blows |
| 2013 | SBS Drama Awards               | SBS Special Award                     | That Winter, the Wind Blows |
| 2014 | SBS Drama Awards               | Best Couple Award                     | It's Ok, That's Love        |
| 2014 | SBS Drama Awards               | Ten Star Award                        | It's Ok, That's Love        |
| 2017 | (38th) Blue Dragon Film Awards | Popularity Award                      | The King                    |